# مانويل بيريرا (كاتب)
مانويل بيريرا (بالبرتغالية: Manuel Pereira‏) هو كاتب برتغالي، ولد في 1625 في لشبونة في البرتغال، وتوفي في 6 يناير 1688.